# سد وادي الليث
سد وادي الليث هو سد مائي أقيم في العام 2003 شرق محافظة الليث بمنطقة مكة المكرمة.

## الوصف
يقع السد على وادي الليث بطول 380م وارتفاع يتجاوز 44 م وتبلغ سعته التخزينية 90 مليون م3، ويصب فيه أكثر من 170 واديا فرعيا. أنشئ السد لمنع السيول المنجرفة من وادي الليث من اقتحام المحافظة والاستفادة من مياه الأمطار بعد توجیه المیاه إلى النفق في الجبل المجاور للسد والذي يبلغ قطره 6 أمتار، ويحتل السد المرتبة الخامسة من بين السدود في المملكة من حيث سعة التخزين والارتفاع بعد سد وادي بيش في جازان وسد الملك فهد ببيشة وسد وادي حلي وسد رابغ في منطقة مكة. 